# Giovanni di Mastro Pedrino
Giovanni di Mastro Pedrino, noto anche come Giovanni di Mastro Pedrino Depintore, pseudonimo di Giovanni Merlini (Forlì, 1390 circa – Forlì, 1465), è stato un pittore e storico italiano.

## Biografia
Giovanni di Mastro Pedrino, ossia Giovanni Merlini, era figlio di un Pedrino di Merlino che aveva una bottega di pittore. Anche Giovanni, quindi, su esempio del padre, si dedicò a questa professione, aprendo una bottega propria.
Si impegnò anche nella vita pubblica cittadina, ricoprendo varie cariche: prima nel Consiglio dei Quaranta, poi più volte tra gli Anziani o anche nelle balìe incaricate di raccolte straordinarie di denaro. Comparve anche tra gli amministratori straordinari dei beni dell'Abbazia di San Mercuriale, nell'attesa dell'elezione del nuovo abate (1457).
Giovanni appartenne alla confraternita dei Battuti Bigi, alla quale, peraltro, pare fosse legata anche la sua famiglia.
Della sua attività di pittore poco rimane: si tratta di una lunetta raffigurante il miracolo della Madonna del Fuoco, conservata nel Duomo di Forlì, che rivelerebbe uno stile tardo-gotico.
Giovanni, pertanto, è soprattutto noto per il suo lavoro di storico: una Cronica che ha goduto di un largo successo, sia per l'ampiezza di orizzonte degli avvenimenti trattati sia per la felice organizzazione del materiale.
Giovanni morì a Forlì tra il 3 aprile e il 16 novembre 1465.